# Sojuz TMA-7
Sojuz TMA-7 byla ruská kosmická loď řady Sojuz, která v roce 2005 letěla k Mezinárodní vesmírné stanici (ISS). Na palubě lodi ke stanici přiletěli členové nové základní posádky ISS – Expedice 12 a v rámci 9. návštěvní expedice také vesmírný turista Američan Gregory Olsen. Sojuz TMA-7 zůstal od října 2005 připojen ke stanici jako záchranný člun. V dubnu 2006 kosmická loď přistála v Kazachstánu s Tokarevem, McArthurem a prvním brazilským kosmonautem Marcosem Pontesem.

## Posádka

### Členové posádky ISS – Expedice 12
- Valerij Tokarev (2), velitel, CPK[2]
- William McArthur (4), palubní inženýr, NASA

### Pouze start
- Gregory Olsen (1), účastník kosmického letu

### Pouze přistání
- Marcos Pontes (1), účastník kosmického letu, Brazilská kosmická agentura (AEB)

V závorkách je uveden dosavadní počet letů do vesmíru včetně této mise.

### Záložní posádka
- Michail Ťurin, velitel
- Jeffrey Williams, palubní inženýr
- Sergej Kostěnko, vesmírný turista

## Popis mise

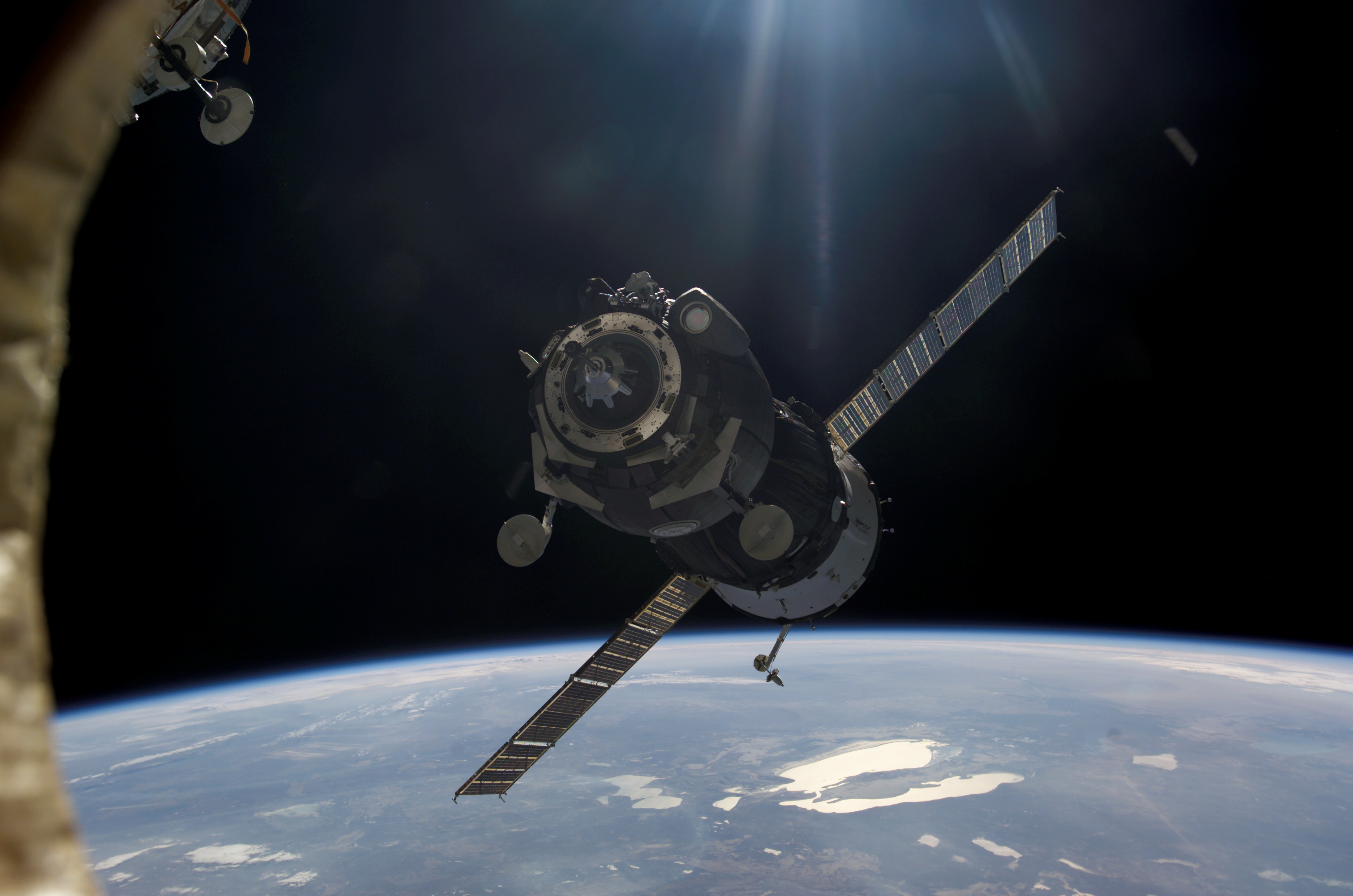
Přistání Sojuzu TMA-7 u ISS

### Start, připojení k ISS
Start lodi proběhl 1. října 2005 v 03:54:53 UTC z kosmodromu Bajkonur v Kazachstánu a v 04:03:15 UTC se Sojuz úspěšně dostal na oběžnou dráhu. Po dvoudenním samostatném letu se Sojuz přiblížil k Mezinárodní vesmírné stanici a 3. října 2005 v 05:26:58 UTC se připojil v automatickém režimu k portu modulu Pirs. Sojuz TMA-7 zůstal u ISS jako záchranná loď.

### Přelety Sojuzu TMA-7
Dne 18. listopadu 2005 nastoupili Tokarev a McArthur ve skafandrech do Sojuzu a odpoutali se s lodí od modulu Pirs. Důvodem bylo uvolnění portu pro očekávaný přílet zásobovací lodi Progress M-55. Kosmická loď se od ISS vzdálila a během 20 minut přeletěla k modulu Zarja, kde zakotvila.
Další přesun se uskutečnil 20. března 2006. Od modulu Zarja se Sojuz s posádkou odpoutal v 06:49 UTC a vzdálil se od stanice na 25 až 30 m. Tokarev pomocí ručního řízení přesunul kosmickou loď před stykovací port modulu Zvezda a v 07:11 UTC se k němu připojil. Celý manévr sledovala externí kamera umístěná na příhradové konstrukci ITS-P6.

### Přistání
8. dubna 2006 se kosmická loď Sojuz TMA-7 vydala k Zemi. Její posádka ve složení Tokarev, McArthur a první brazilský kosmonaut Marcos Pontes (který na stanici přiletěl v Sojuzu TMA-8) nastoupila ve skafandrech do kosmické lodi a po kontrole hermetičnosti uzavřených průlezů odpojila v 20:28 UTC Sojuz od orbitálního komplexu. Po zahájení brzdícího manévru a odhození obytné a přístrojové sekce vstoupila loď ve výšce 101,9 km rychlostí 7,593 km/s do atmosféry. Loď bez problémů přistála ve 23:48 UTC na území Kazachstánu 54 km severovýchodně od města Arkalyk.